# Văn miếu phủ học Tế Nam
Văn miếu phủ học Tế Nam là một văn miếu tọa lạc ở quận Lịch Hạ, Tế Nam, tỉnh Sơn Đông, Trung Quốc, phía bắc của hồ Đại Minh, giáp cuối phía bắc phố cổ Phù Dung ở thành cổ. Giai đoạn niên hiệu Hi Ninh (1068-1077) thời Bắc Tống, văn miếu này được thiết lập, các Hồng Vũ hai năm (năm 1369) được xây dựng lại. Cho đến thời Trung Hoa Dân quốc thì đã được xây thêm không giống quy mô cũ, trùng tu hơn ba mươi lần. Quần thể kiến trúc nằm ở phía bắc nhìn về phía nam, bố cục chặt chẽ, quy mô lớn. Hạng mục kiến trúc chính có Đại Thành Môn, Linh Tinh Môn, Phán Trì, Đại Thành Miếu, Minh Luân Đường và Tôn Kinh Các...
Sau khi thành lập nước Cộng hòa nhân dân Trung Hoa, Khổng miếu đã bị chiếm bởi các trường tiểu học, nhà máy, và nhiều tòa nhà đã bị phá hủy. Quần thể này đã trở thành đơn vị bảo vệ di tích văn hóa ở tỉnh Sơn Đông vào năm 1992, bắt đầu một cuộc đại tu trong năm 2005, phục hồi phế tích của tòa nhà cổ, phục hồi hạng mục đã bị phá trước đó. Sau khi sửa chữa, công trình này phục hồi chức năng thờ Khổng Tử, và trở thành một phần cốt lõi của lịch sử và văn hóa của khu vực được bảo vệ ở Tế Nam. 